# Dibsono Films
Dibsono Films fou una productora de dibuixos animats creada a Barcelona l'any 1940 per l'editor Fernández de la Reguera. El seu primer director d'animació va ser Enric Ferran, més conegut com a Diban, que s'estrenà dirigint el seu primer curt el 1940: S.O.S. Doctor Marabú. La seva tasca de realització era compartida amb el també animador Francesc Tur. L'equip d'animació es completava amb els dibuixants Guillem Fresquet i Frederic Sevillano. La sèrie de més èxit de la productora era protagonitzada per Don Cleque, un personatge anodí i amb trets poc heroics que acabava enredat en les més agosarades aventures. Quan l'any 1941 Dibsono Films es fusionà amb Hispano Gráfic Films per formar Dibujos Animados Chamartín, la sèrie de Don Cleque passà a ser animada per aquest estudi d'animació, que deixà en mans de Francesc Tur la direcció dels capítols posteriors de la sèrie. Aquest personatge fou tan popular que el Sindicat Nacional de l'Espectacle atorgà un premi als capítols Don cleque y los monos (1942) i Don Cleque y los indios (1945), paròdies dels films de Tarzan i del gènere del western, respectivament.

## Filmografia de Don Cleque
- Don Cleque va de pesca (1941)
- Don Cleque marinero (1942)
- Don Cleque detective (1942)
- Don Cleque de los monos (1942)
- Don Cleque flautista (1943)
- Don Cleque Buffalo Bill (1943)
- Don Cleque en el oeste (1944)
- Don Cleque y los indios (1945)

## Películas
- SOS Doctor Marabú (1940)
- El Viejo Don Sueño (1941)
- Rapto de Luz (1941)
- El Aprendiz de Brujo (1941)